# Peugeot 3008 (2016)
La Peugeot 3008 II è la seconda generazione della Peugeot 3008, un'autovettura di tipo SUV prodotta dalla casa automobilistica francese Peugeot dal 2016 al 2023.

## Presentazione e profilo
La presentazione alla stampa è avvenuta il 23 maggio 2016, prima della presentazione pubblica al salone dell'automobile di Parigi del 2016. Viene commercializzata nel mese di ottobre 2016 ed è in concorrenza con Renault Kadjar, Nissan Qashqai e Volkswagen Tiguan. Per il mercato cinese, è prevista una versione a passo allungato che assume il nome di Peugeot 4008, come il SUV di derivazione Mitsubishi ASX prodotto dal 2012 al 2017 e, tra l'altro, sostituito dalla 3008 di seconda generazione. La 3008 è assemblata in Francia nello stabilimento PSA di Sochaux. Nel marzo del 2017 si aggiudica il premio Auto dell'anno, battendo le concorrenti Alfa Romeo Giulia e Mercedes Classe E.

## Design

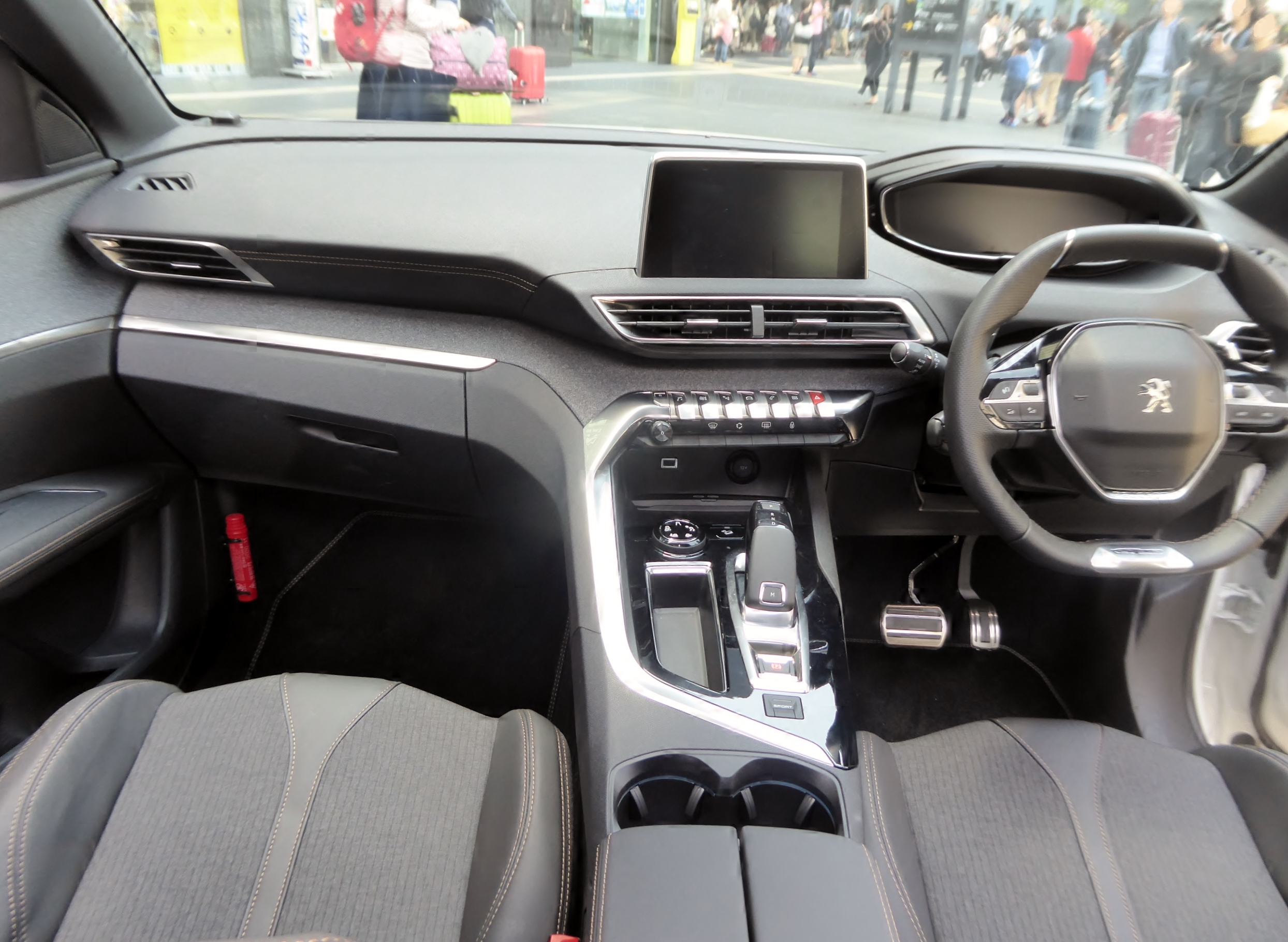
Interni di una 3008 GT Line con guida a destra; notare il posto guida con volante a due razze esagonale e cruscotto digitale denominato i-Cockpit

Mentre la generazione precedente era un "mix" tra un crossover SUV e un MPV compatto, Gilles Vidal e il suo team hanno disegnato la 3008 come un vero e proprio SUV di medie dimensioni, contenente tutti i tratti caratteristici della categoria. Il suo stile generale è ispirato al prototipo Peugeot Quartz, da cui riprende anche la griglia anteriore e il frontale col logo del leone al centro della mascherina, che viene anche usato sul concept car Peugeot Exalt. La 3008 ha abbandonato il portellone diviso in due parti con ribaltina della vecchia generazione, per adottare un più normale portellone singolo con un piano di scorrimento dei sedili più efficiente per contenere il peso.
L'interno è stato disegnato dal designer Bertrand Rapatel (direttore del Interior Design Peugeot) e la sua squadra. Con la 3008 ha debuttato, per la prima volta su una Peugeot, una nuova versione del cruscotto "i-Cockpit" con un pannello completamente digitale per la strumentazione di bordo e un nuovo volante a doppia razza dalla forma esagonale.
In Cina, la vettura è venduta in una versione leggermente modificata e viene denominata 4008. Rispetto alla 3008, la 4008 vede aumentare la sua lunghezza da 4,45 m a 4,51 m e il passo da 2,675 m a 2,73 m, consentendo di migliorare l'abitabilità interna. I motori sono un 1.6 turbocompresso da 167 CV e un 1.8, anch'esso turbocompresso da 205 CV. La 4008 cinese si affianca alla 3008 cinese, proponendosi come modello di categoria superiore.

## Telaio
La seconda generazione della 3008, così come per la versione a passo lungo 4008 per la Cina, è basata sulla nuova piattaforma EMP2, già utilizzata dalla Citroën C4 Picasso/Grand C4 Picasso, dalla Peugeot 308/308 SW, dalla Peugeot 408 (prodotta e venduta solo in Cina), e dai furgoni Citroën SpaceTourer, Toyota ProAce II e Peugeot Expert.

## Sistemi di sicurezza
La dotazione di sicurezza della Peugeot 3008 dispone dei sistemi ADAS (Advanced Driver Assistance Systems) di ultima generazione che riducono le fonti di pericolo su strada proponendo diversi equipaggiamenti di sicurezza, grazie alle quali ha ottenuto 5 stelle nei crash test Euro NCAP:
- Active Safety Brake (frenata automatica d'emergenza) e Distance Alert (allarme di rischio collisione);
- Active Lane Departure Warning (sistema attivo di avviso di superamento involontario della linea di carreggiata);
- Driver Attention Allert (sistema di monitoraggio dell’attenzione del conducente);
- High Beam Assist (commutazione automatica degli abbaglianti);
- Speed Limit Detection (lettura dei cartelli stradali con raccomandazione del limite di velocità);
- Adaptive Cruise Control con funzione Stop (regolatore di velocità adattativo con arresto del veicolo, disponibile solo col cambio automatico);
- Active Blind Corner Assist (sistema attivo di monitoraggio dell’angolo cieco).

## Motorizzazioni
La seconda generazione della Peugeot 3008 è stata equipaggiata con motori endotermici a gasolio PSA BlueHDi con cilindrate che vanno dal 1.5 al 1.6 fino al 2.0 BlueHDi e benzina con il 1.2 PureTech da 130 CV e con il restyling il 1.2 PureTech EB Gen3 Mild-Hybrid; quest'ultimo ha portato un piccolo incremento di potenza di 6 cavalli passando da 130 a 136 CV e numerose migliorie come la riduzione degli attriti interni, la sostituzione della cinghia a bagno d'olio (fonte di diversi problemi) con una ben più resistente catena di distribuzione e l'utilizzo del ciclo Miller come ciclo di funzionamento. Essendo quest'ultimo mild hybrid, c'è un piccolo motore elettrico da 28 CV e 55 Nm alimentato con una tensione di 48V da una batteria di 432 Wh posizionata sotto il sedile del guidatore. Il motore elettrico è inglobato all'interno del nuovo cambio e-DCS6, ovvero un cambio a doppia frizione a 6 rapporti. Oltre ai benzina più piccoli c'è anche il 1.6 PureTech tradizionale da 180 CV e la Plug-in Hybrid con due livelli di potenza 180 e 225 CV. Quest'ultimo può anche essere disponibile con la versione top di gamma Hybrid4 da 304 CV e la trazione integrale ottenuta non con un albero di trasmissione tradizionale, ma bensì con un motore elettrico posizionato al posteriore da 113 CV e 166 Nm. La maggior parte delle versioni sono disponibili con il cambio o automatico a 6 rapporti (i primi modelli prodotti) EAT6 o automatico a 8 rapporti EAT8 ed e-EAT8 per le versioni ibrido plug-in. Infine è anche disponibile il cambio manuale a 6 rapporti.

## Evoluzione

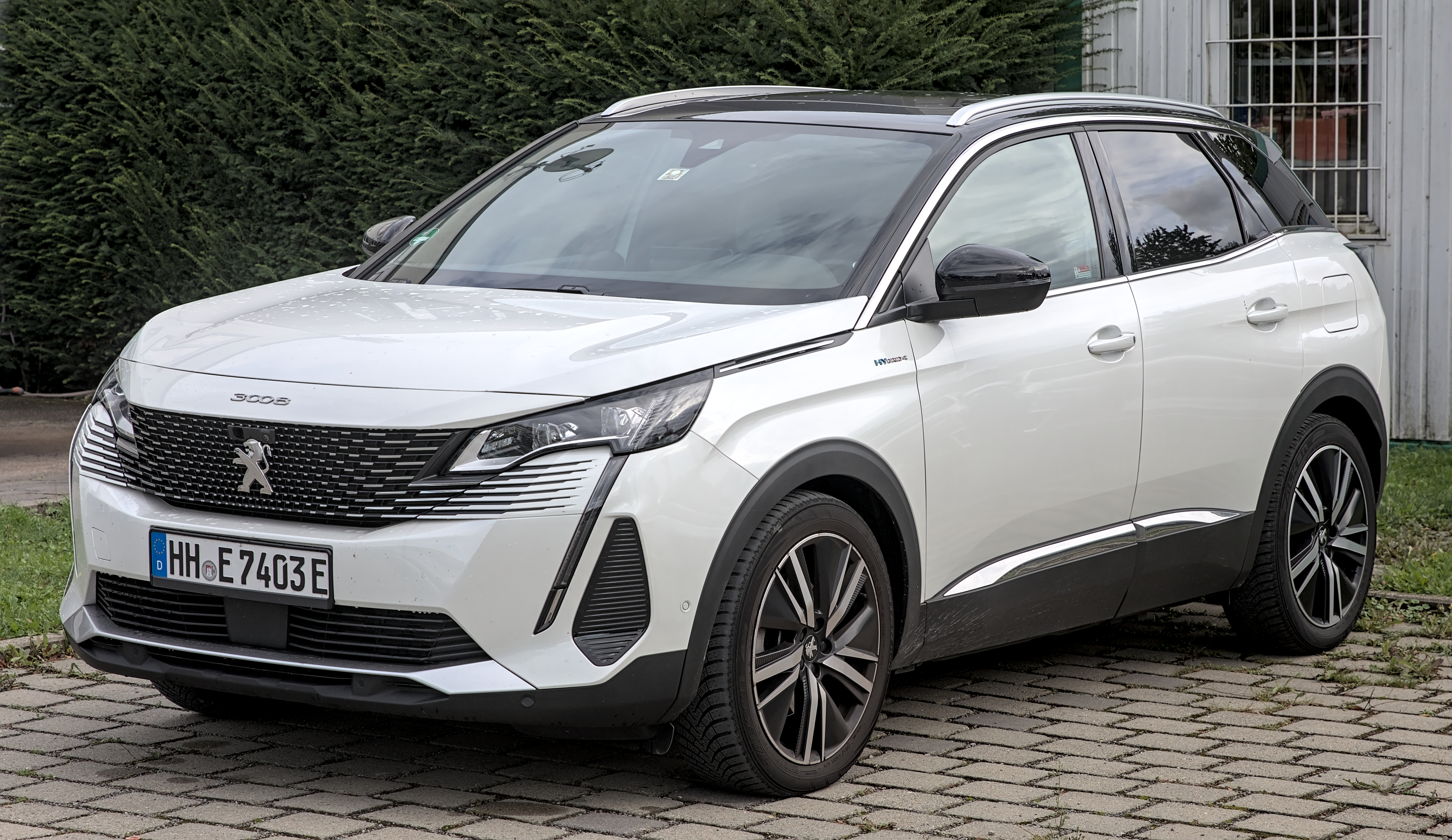
Restyling 2020

### Restyling 2020
Nel 2020 viene sottoposto a restyling. In questo aggiornamento viene rivista solamente l'estetica, mantenendo la stessa meccanica. Esteticamente, la vettura presenta un inedito frontale, con nuovi gruppi ottici più lunghi e sottili che arrivano fin all'interno della calandra e la nuova firma luminosa delle luci diurne che scendono dall'alto verso il basso, come sulla berlina 508 II. La griglia frontale è più grande, più larga, priva di cornice e che si estende in larghezza fin sotto i fari. 

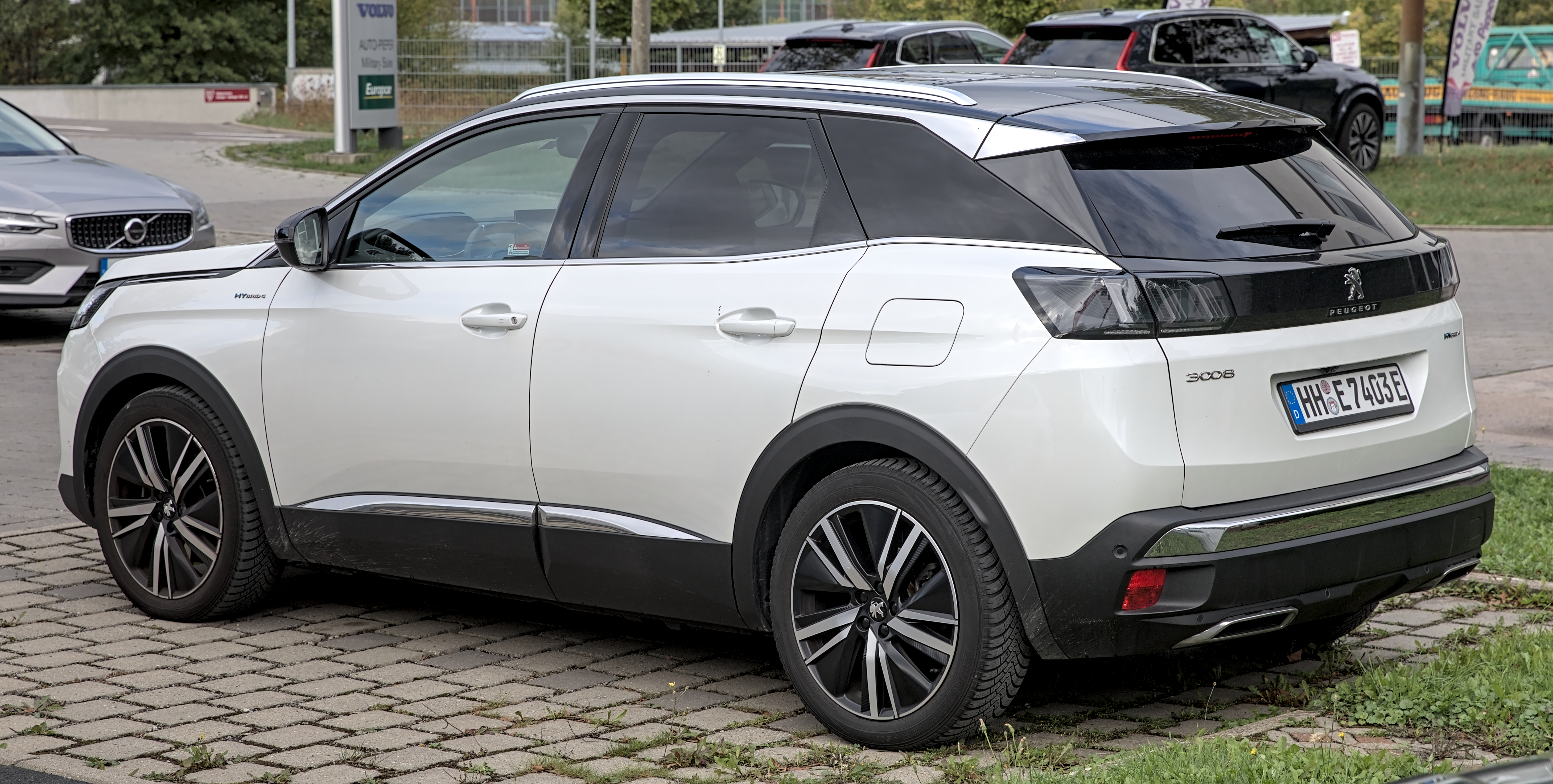
Posteriore 3008 Restyling

Anche la parte bassa del fascione e dei paraurti viene rivista. La fincata non viene aggiornata, se non il disegno dei cerchi che vanno dai 17" della base per passare ai 18" fino ai 19 delle top di gamma. Il posteriore non cambia se non per i fari che portano un nuovo disegno simile a quello visto sulla 508 e diventano di plastica trasparente non colorati, mentre i precedenti che rimangono ma solo per le versioni meno costose. Nell'interno viene rivista la leva del cambio la quale viene sostituita da una più semplice levetta simile a quella usata nella 308 II.
Nel mese di febbraio del 2023 viene sostituito il motore 1.2 PureTech da 130 CV in favore del nuovo 1.2 PureTech EB Gen3 Mild-Hybrid da 136 CV dotato di cambio automatico a doppia frizione e-DCS6 a 6 rapporti.

## Riepilogo caratteristiche
| Peugeot 3008 II (dal 2016)              |            |                             |                         |               |                                                 |                    |              |                     |                    |                      |                    |
| Modello                                 | Cilindrata | Alimentazione               | Potenza CV/rpm          | Coppia Nm/rpm | Cambio/ Nº rapporti                             | Massa a vuoto (kg) | Velocità max | Acceler. 0–100 km/h | Consumo (l/100 km) | Emissioni CO2 (g/km) | Anni di produzione |
| Versioni a benzina                      |            |                             |                         |               |                                                 |                    |              |                     |                    |                      |                    |
| 1.2 PureTech 130 MT6                    | 1199       | Benzina 3 cilindri in linea | 131/5000                | 230/1750      | Manuale 6 marce1                                | 1.250              | 188          | 10"8                | 5,1                | 124                  | dal 10/2016        |
| 1.2 PureTech 130 EAT6                   | 1199       | Benzina 3 cilindri in linea | 131/5000                | 230/1750      | Automatico a 6 marce                            | 1.345              | 178          | 10"9                | 5,5                | 144                  | 10/2016-07/2018    |
| 1.2 PureTech 130 EAT8                   | 1199       | Benzina 3 cilindri in linea | 131/5000                | 230/1750      | Automatico a 8 marce                            | 1.395              | 187          | 9"7                 | 6,3                | 144                  | 07/2018-02/2023    |
| 1.2 PureTech 136 Mild-Hybrid e-DCS6     | 1199       | Benzina 3 cilindri in linea | 136/5500                | 230/1750      | Automatico doppia frizione a 6 marce            | 1.478              | 190          | 10                  | 5,6                | 126                  | dal 02/2023        |
| 1.6 THP 165 EAT6                        | 1598       | Benzina 4 cilindri in linea | 165/6000                | 240/1400      | Automatico 6 rapporti                           | 1.300              | 206          | 8"9                 | 6                  | 136                  | 10/2016-07/2018    |
| 1.6 PureTech 180 EAT8                   | 1598       | Benzina 4 cilindri in linea | 180/6000                | 250/1750      | Automatico 8 rapporti                           | 1.300              | 222          | 8"8                 | 5,8                | 131                  | dal 08/2018        |
| 1.6 PureTech 180 Plug-in Hybrid e-EAT8  | 1598       | Benzina 4 cilindri in linea | 180 (150+110)/4250-6000 | 360/1500-3000 | Automatico 8 rapporti + motore elettrico e-EAT8 | 1.763              | 215          | 9                   | 1,4                | 30                   | dal 2022           |
| 1.6 PureTech 225 Plug-in Hybrid e-EAT8  | 1598       | Benzina 4 cilindri in linea | 225 (180+110)/6000      | 360/1500-3000 | Automatico 8 rapporti + motore elettrico e-EAT8 | 1.763              | 225          | 8"7                 | 1,4                | 30                   | dal 2020           |
| 1.6 PureTech 304 Plug-in Hybrid4 e-EAT8 | 1598       | Benzina 4 cilindri in linea | 300 (180+110+113)/6000  | 540/1500-3000 | Automatico 8 rapporti + motore elettrico e-EAT8 | 1.928              | 236          | 5"8                 | 1,6                | 33                   | dal 2020           |
| Versioni diesel                         |            |                             |                         |               |                                                 |                    |              |                     |                    |                      |                    |
| 1.5 BlueHDi 130 MT6                     | 1499       | Diesel 4 cilindri in linea  | 131/3750                | 300/1750      | Manuale 6 marce2                                | 1.300              | 192          | 10"8                | 4,2                | 109                  | 11/2017-02/2023    |
| 1.5 BlueHDi 130 EAT8                    | 1499       | Diesel 4 cilindri in linea  | 131/3750                | 300/1750      | Automatico 8 marce EAT8                         | 1.505              | 192          | 11"4                | 4                  | 102                  | dal 2017           |
| 1.6 BlueHDi 100 MT6                     | 1560       | Diesel 4 cilindri in linea  | 100/3750                | 254/1750      | Manuale 6 marce1                                | 1.300              | 174          | 13"1                | 4                  | 104                  | 10/2016-11/2018    |
| 1.6 BlueHDi 120 MT6                     | 1560       | Diesel 4 cilindri in linea  | 120/3500                | 300/1750      | Manuale 6 marce1                                | 1.304              | 189          | 11"2                | 4                  | 104                  | 10/2016-11/2018    |
| 2.0 BlueHDi 150 EAT6                    | 1997       | Diesel 4 cilindri in linea  | 150/4000                | 370/2000      | Manuale 6 marce                                 | 1.425              | 207          | 9"6                 | 4,7                | 121                  | 10/2016-05/2018    |
| 2.0 BlueHDi 180 EAT8                    | 1997       | Diesel 4 cilindri in linea  | 180/3750                | 400/2000      | Automatico 8 rapporti                           | 1.465              | 211          | 8"9                 | 4,8                | 124                  | 10/2016-11/2017    |

## Attività sportiva

### Peugeot 3008 DKR

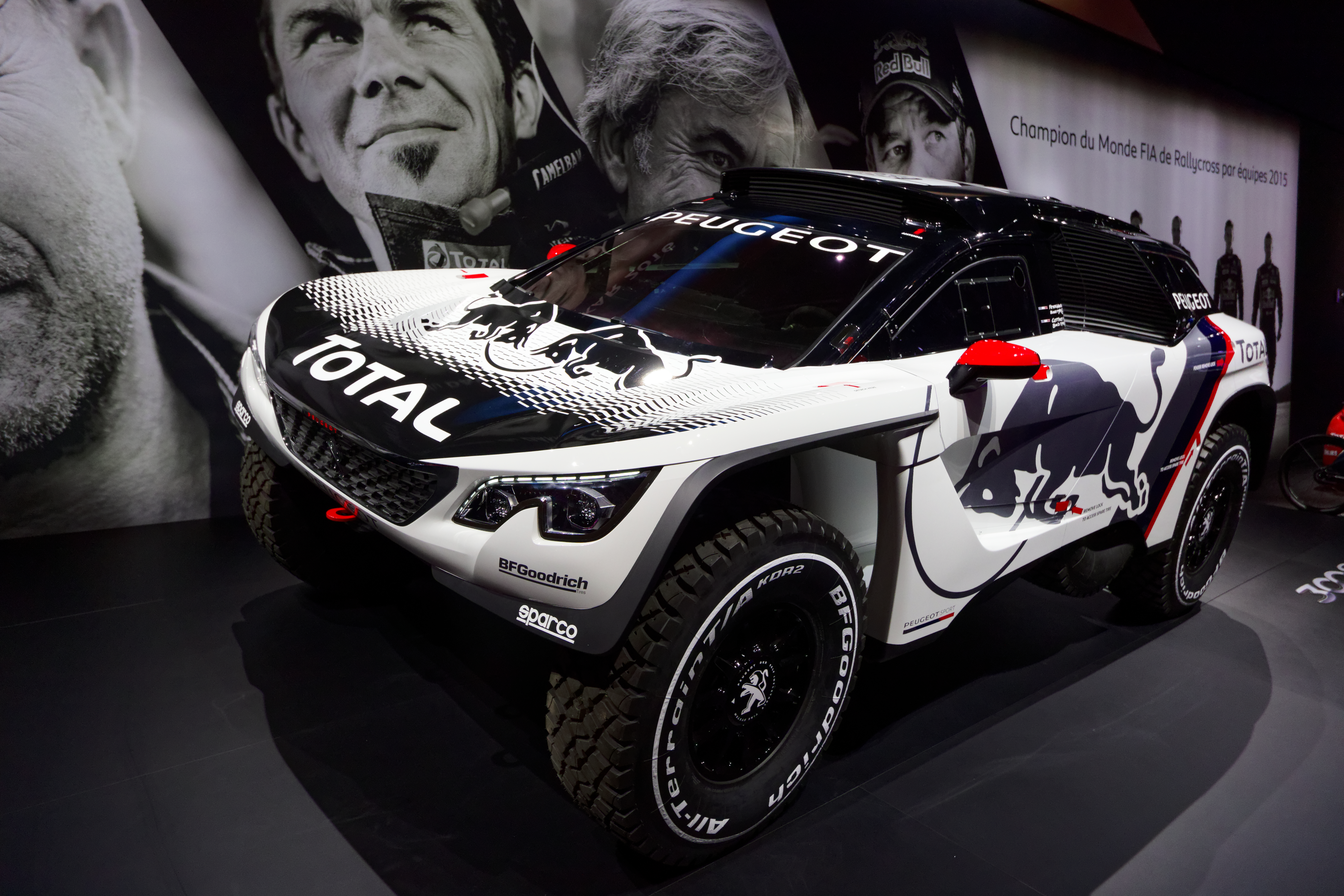
Peugeot 3008 DKR 2016

Dopo due stagioni, la Peugeot 2008 DKR è sostituita al Rally del Marocco nell'ottobre 2016 dalla Peugeot 3008 DKR, che successivamente nel gennaio 2017 ha vinto la Dakar, occupando le prime tre posizioni nella classifica generale finale.

## Riconoscimenti
- Auto dell'anno 2017